# Едвард Кітсіс
Едвард Лоуренс Кітсіс (англ. Edward Lawrence Kitsis; нар. 4 лютого 1971, Міннесота) — американський сценарист та продюсер, найбільш відомий по роботі з Адамом Горовіцем над популярними драматичними серіалами «Загублені» та «Якось у казці» телеканалу «ABC».

## Біографія
Кітсіс народився в єврейсько-американській родині, син Тайба та Арлін Кітсісів із Міннеаполісу. У 1993 році він отримав ступінь бакалавра мистецтв у галузі радіо, телебачення та кіно в Університеті Вісконсину в Медісоні, де він познайомився з Адамом Горовіцем на його курсі «Введення в кіно».

## Кар'єра
Після школи Кітсіс вирушив із Горовіцем до Лос-Анджелесу. Спочатку вони працювали помічниками та посилальними, доки не отримали роботи з написання сценаріїв для рімейку «Острова фантазій». Він був закритий після 13 епізодів, але вони продовжували писати для серіалів «Фелісіті» та «Популярні», перш ніж приєднатися до серіалу «Загублені».
Кітсіс та Горовіц приєдналися до команди «Загублених» у середині першого сезону в 2005 році як команда сценаристів та продюсерів. Восени 2005 року їх підвищили до провідних продюсерів другого сезону. Кітсіс, Горовіц та сценаристи отримали премію Гільдії сценаристів Америки (ГСА) за найкращий драматичний серіал на церемонії у лютому 2006 року за свою роботу над першим та другим сезонами. У третьому сезоні телевізійного сезону 2006—2007 років їх підвищили до співвиконавчих продюсерів. Вони повернулися як співвиконавчі продюсери і сценаристи четвертого сезону в 2008 році. Кітсіс та Горовіц були номіновані на премію ГСА за найкращий драматичний серіал на церемонії у лютому 2009 року за їхню роботу над четвертим сезоном «Загублених». У 2009 році їх підвищили до виконавчих продюсерів п'ятого сезону. За роботу над п'ятим сезоном сценаристів знову номінували на премію ГСА за найкращий драматичний серіал на церемонії в лютому 2010 року. Кітсіс із Горовіцем залишилися виконавчими продюсерами та постійними сценаристами шостого та останнього сезону у 2010 році. Під час показу «Загублених» у 2007 році Кітсіс та Горовіц підписали спільний контракт із «ABC Studios».
Кітсіс також написав сценарій до фільму «Трон: Спадок», сиквелу фільму «Трон», спільно зі своїм партнером Горовіцем, а також написав із тим же співавтором книгу для майбутнього проєкту «Universal Pictures» — «Ouija Board».
Кітсіс та Горовіц — творці фентезійного драматичного серіалу «Якось у казці», який почав транслюватись 23 жовтня 2011 року на каналі «ABC». Шоу присвячене місту, що насправді є паралельним світом, населеним казковими персонажами, які не знають про свою справжню особистість. Удвох вони придумали концепцію за сім років перед тим, як приєдналися до команди серіалу «Загублені», але хотіли дочекатися його закінчення, перш ніж зосередитися на цьому проєкті. Він також став одним із творців серіалу «Якось у Країні Чудес» — спінофу «Якось у казці», разом із партнерами Адамом Горовіцем, Заком Естріном та сценаристкою і продюсеркою-консультанткою серіалу «Якось у казці» — Джейн Еспенсон. Серіал, який почав транслюватися на каналі «ABC» 10 жовтня 2013 року, оповідає про Алісу, що шукає своє справжнє кохання, джина на ім'я Сайрус, якого тримають від неї вдалині Червона Королева і лиходій з «Аладдіна» — Джафар у постпроклятій Країні Чудес. Також Кітсіс та Горовіц, спільно з Джошем Ґадом, створять та напишуть сценарій міні-серіалу за мотивами фільму «Красуня і Чудовисько» для «Disney+». Серіал, що є приквелом до ремейку «Disney» 2017 року однойменного фільму 1991 року, був задуманий після обговорення між Кітсісом, Горовіцем і Ґадом після скасування запланованого ними серіалу «Muppets Live Another Day» від «Disney+». У грудні 2019 року було оголошено, що Кітсіс та Горовіц розпочали роботу над новим телешоу, присвяченим казковим та діснеївським персонажам, під назвою «Epic». Пілот було підхоплено телеканалом «ABC» у січні 2021 року, проте у серпні того ж року проєкт було закрито.
Він часто співпрацює зі згуртованою групою професіоналів кіно, серед яких Дж. Дж. Абрамс, Деймон Лінделоф, Адам Горовіц, Алекс Курцман, Роберто Орсі, Андре Немец, Джош Аппельбаум, Джефф Пінкнер та Браян Берк.

## Особисте життя
У травні 2002 року було оголошено, що він заручений із Дженніфер Сусман, випускницею Техаського університету за спеціальністю «Телебачення та кіно» 1999 року. Вони одружилися 29 березня 2003 року в Скоттсдейлі, Арізона.

## Фільмографія

### Фільми та телебачення
| Рік       | Назва                                                      | Внесок  | Внесок    | Внесок   | Примітки |
| Рік       | Назва                                                      | Творець | Сценарист | Продюсер | Примітки |
| --------- | ---------------------------------------------------------- | ------- | --------- | -------- | --- |
| 1995      | Безголові                                                  | Ні      | Ні        | Ні       | помічник Адама Шредера |
| 1998      | Острів фантазій                                            | Ні      | Так       | Ні       | епізод: «Superfriends» |
| 1999—2001 | Популярні                                                  | Ні      | Так       | Ні       | сценарист 8 епізодів |
| 2001—2002 | Фелісіті                                                   | Ні      | Так       | Так      | сценарист 2 епізодів, продюсер 14 епізодів |
| 2002—2003 | Хижі пташки                                                | Ні      | Так       | Так      | сценарист 5 епізодів, продюсер 9 епізодів |
| 2003      | Чорний пояс                                                | Ні      | Так       | Так      | сценарист 1 епізоду, продюсер-консультант 3 епізодів |
| 2004      | Школа виживання                                            | Ні      | Так       | Ні       | епізод: «What Is and What Should Never Be» |
| 2004—2005 | Життя, яким ми його знаємо                                 | Ні      | Так       | Так      | сценарист 1 епізоду, продюсер 4 епізодів |
| 2005—2010 | Загублені                                                  | Ні      | Так       | Так      | сценарист 21 епізоду (2005—2010), продюсер 8 епізодів (2005), продюсер-супервайзер 23 епізодів (2005—2006), співвиконавчий продюсер 35 епізодів (2006—2008), виконавчий продюсер 32 епізодів (2009—2010); номінація — прайм-тайм премія «Еммі» за найкращий драматичний телесеріал (2008—2010), номінація — премія Гільдії продюсерів для найкращого продюсера драматичного телесеріалу (2007—2011), номінація — премія Гільдії сценаристів за драматичний серіал (2006, 2007, 2009, 2010) |
| 2005      | Зізнання американської нареченої                           | Ні      | Так       | Ні       | телевізійний фільм |
| 2007—2008 | Загублені: Елементи, яких бракує                           | Ні      | Так       | Так      | мінісеріал; сценарист 1 епізоду, співвиконавчий продюсер 13 епізодів |
| 2010      | Трон: Спадок                                               | Ні      | Так       | Ні       | сценарій, сюжет |
| 2011—2018 | Якось у казці                                              | Так     | Так       | Так      | творець 156 епізодів, сценарист 41 епізоду, виконавчий продюсер 143 епізодів; номінація — премія «TV Quick» за найкращу нову драму (з Адамом Горовіцем; 2012) |
| 2012      | Трон: Повстання                                            | Ні      | Так       | Так      | сценарист 2 епізодів, продюсер-консультант 1 епізоду |
| 2013—2014 | Якось у Країні Чудес                                       | Так     | Так       | Так      | творець 13 епізодів, сценарист 3 епізодів, продюсер 7 епізодів |
| 2016      | Літо мертвих                                               | Так     | Так       | Так      | творець 10 епізодів, сценарист 4 епізодів, виконавчий продюсер 4 епізодів |
| 2020      | Дивовижні історії                                          | Ні      | Ні        | Так      | виконавчий продюсер 1 епізоду |
| TBA       | серіал без назви за мотивами фільму «Красуня і Чудовисько» | Так     | Так       | Так      | виконавчий продюсер |